# Pont al camí de Parpers
El Pont al camí de Parpers és una obra d'Argentona (Maresme) inclosa a l'Inventari del Patrimoni Arquitectònic de Catalunya. És un pont sota del coll de Parpers, la volta està feta amb maons. Està situat en una via romana, actualment ha quedat tallat d'aquesta via.
Formava part de la via romana que anava de ILURO a GRANULARIA (Granollers) passant per la roca, on es creu que existia un Proetorium. D'aquesta via queden importants vestigis, reforçats per grans murs. Els més importants amiden llargades de 60 m, 15 m,16 m i 45 m. L'amplada d'aquesta via fou de 5,50 m. Hi ha un dibuix antic de M. Ribas on figura un Pont i a sota l'explicació anterior (el nom de Prapers, és un error d'impremta, a l'explicació d'altres llocs diu Parpers).

## Descripció
Forma part del que sempre s'ha conegut com a Via Sèrgia. En els darrers temps, però, ha sorgit un corrent que nega la romanitat d'aquesta via i la considera un camí de tragí del segle xviii. Els arguments són, per una banda, que determinats elements constructius i el pendent d'alguns trams no es corresponen amb la tècnica dels romans. D'altra banda, no s'ha trobat la continuació d'aquesta via al vessant del Vallès ni documents de l'època romana que parlin de la seua construcció, ni tampoc restes romanes de superfície. Tot i que no hi ha consens entre els estudiosos, el corrent majoritari ho considera d'origen romà pel pes de la historiografia.
El pont és de volta de canó, d'1,5 m de radi i una llum de 3 m d'altura. La seua amplada de 5 metres indicaria que es va construir durant l'Alt Imperi (és a dir, des del regnat d'August, 27 aC - 14 dC, fins als inicis del segle iii), ja que fou l'única època en què es feien tan amples. Es va ensorrar (probablement per un aiguat) i reconstruir el segle xvi (la volta de maons és afegida durant aquesta reconstrucció i es conserva el material original de la barana i la vorera de pedra). La continuada utilització que es feu d'aquesta infraestructura al llarg dels segles va propiciar que fos reparada en moltes ocasions. En aquest sentit, no fou fins a mitjans del segle xix que la via entrà en desús quan el camí que unia Argentona i el coll de Parpers es desvià en aquest tram cap a un pas més accessible.

## Accés
És ubicat a Argentona: ens situem al Coll de Parpers (carretera C-1415c, entre Argentona i la Roca del Vallès). Es pot aparcar a l'esplanada d'una benzinera en desús en el mateix coll. Baixant per l'asfalt en direcció a Argentona, a 220 metres de la benzinera i a la dreta, surt un petit camí. Aquest camí aviat s'eixampla i es fa evident com a calçada (és la Via Sèrgia), amb murs i contraforts a banda i banda. El pont està a 570 metres de l'inici del recorregut descrit començant-lo al Coll de Parpers. Coordenades: x=447717 y=4403507 z=213.